# Джон Дінс
Джон Дінс (англ. John Deans, нар. 30 липня 1946, Лінвуд) — англійський футболіст, що грав на позиції нападника, зокрема, за клуби «Мотервелл» та «Селтік», а також національну збірну Шотландії.
Триразовий чемпіон Шотландії. Триразовий володар Кубка Шотландії. Володар Кубка шотландської ліги.

## Клубна кар'єра
У дорослому футболі дебютував 1965 року виступами за команду клубу «Мотервелл», в якій провів шість сезонів, взявши участь у 152 матчах чемпіонату.  Більшість часу, проведеного у складі «Мотервелла», був основним гравцем атакувальної ланки команди. У складі «Мотервелла» був одним з головних бомбардирів команди, маючи середню результативність на рівні 0,51 голу за гру першості.
Своєю грою за цю команду привернув увагу представників тренерського штабу клубу «Селтік», до складу якого приєднався 1971 року. Відіграв за команду з Глазго наступні п'ять сезонів своєї ігрової кар'єри. Граючи у складі «Селтіка» також здебільшого виходив на поле в основному складі команди. В новому клубі був серед найкращих голеодорів, відзначаючись забитим голом в середньому майже у кожній другій грі чемпіонату. За цей час тричі виборював титул чемпіона Шотландії, а в сезоні 1973/74 з 26 голами став найкращим бомбардиром національної першості.
Надалі з 1976 по 1980 рік грав у складі команд «Партік Тісл», англійських «Карлайл Юнайтед» і «Лутон Таун», австралійського «Аделаїда Сіті» та ірландського «Шелбурна».
Завершив професійну ігрову кар'єру 1981 року у «Партік Тісл».

## Виступи за збірну
1974 року провів два офіційні матчі у складі національної збірної Шотландії.

## Титули і досягнення
- Чемпіон Шотландії (3):

«Селтік»: 1971-1972, 1972-1973, 1973-1974
- Володар Кубка Шотландії (3):

«Селтік»: 1971-1972, 1973-1974, 1974-1975
- Володар Кубка шотландської ліги (1):

«Селтік»: 1974-1975
- Найкращий бомбардир чемпіонату Шотландії (1): 1973-1974 (26 голів)